# Jarville-la-Malgrange
Jarville-la-Malgrange è un comune francese di 9 662 abitanti situato nel dipartimento della Meurthe e Mosella nella regione del Grand Est.

## Società

### Evoluzione demografica
Abitanti censiti